# Maxéville
Maxéville [maksevil] ist eine französische Gemeinde mit 10.014 Einwohnern (Stand: 1. Januar 2022) im Département Meurthe-et-Moselle in der Region Grand Est (bis 2015 Lothringen). Sie gehört zum Arrondissement Nancy und zum Kanton Val de Lorraine Sud.

## Geografie
Maxéville liegt am Rand von Nancy an der Meurthe. Umgeben wird Maxéville von den Nachbargemeinden Champigneulles im Westen und Norden, Malzéville im Osten, Nancy im Süden und Laxou im Südwesten.

### Bevölkerungsentwicklung
| Jahr      | 1962 | 1968 | 1975 | 1982 | 1990 | 1999 | 2006 | 2014 | 2019 |
| Einwohner | 5094 | 6354 | 9425 | 8910 | 8667 | 8978 | 8944 | 9939 | 9818 |

## Wirtschaft und Infrastruktur
Größter Arbeitgeber in der Gemeinde ist ein Zweigbetrieb des international tätigen Chemiekonzerns Solvay, der den im Norden von Maxéville geförderten Kalkstein zu Soda verarbeitet. Als Vorort der Großstadt Nancy finden sich in Maxéville zahlreiche Supermärkte, Autohäuser und andere Dienstleistungsbetriebe.
Durch die Gemeinde führt die Autoroute A31 von der luxemburgischen Grenze nach Dijon. Durch die Nähe zu Nancy ist der öffentliche Nahverkehr eng mit der Großstadt verbunden. 2009 wurde ein Gefängnis in Maxéville errichtet.

## Gemeindepartnerschaften
- Ramstein-Miesenbach, Rheinland-Pfalz, Deutschland,
- Poienile Izei, Transsylvanien, Rumänien
- Imouzzer Marmoucha, Marokko

## Sehenswürdigkeiten

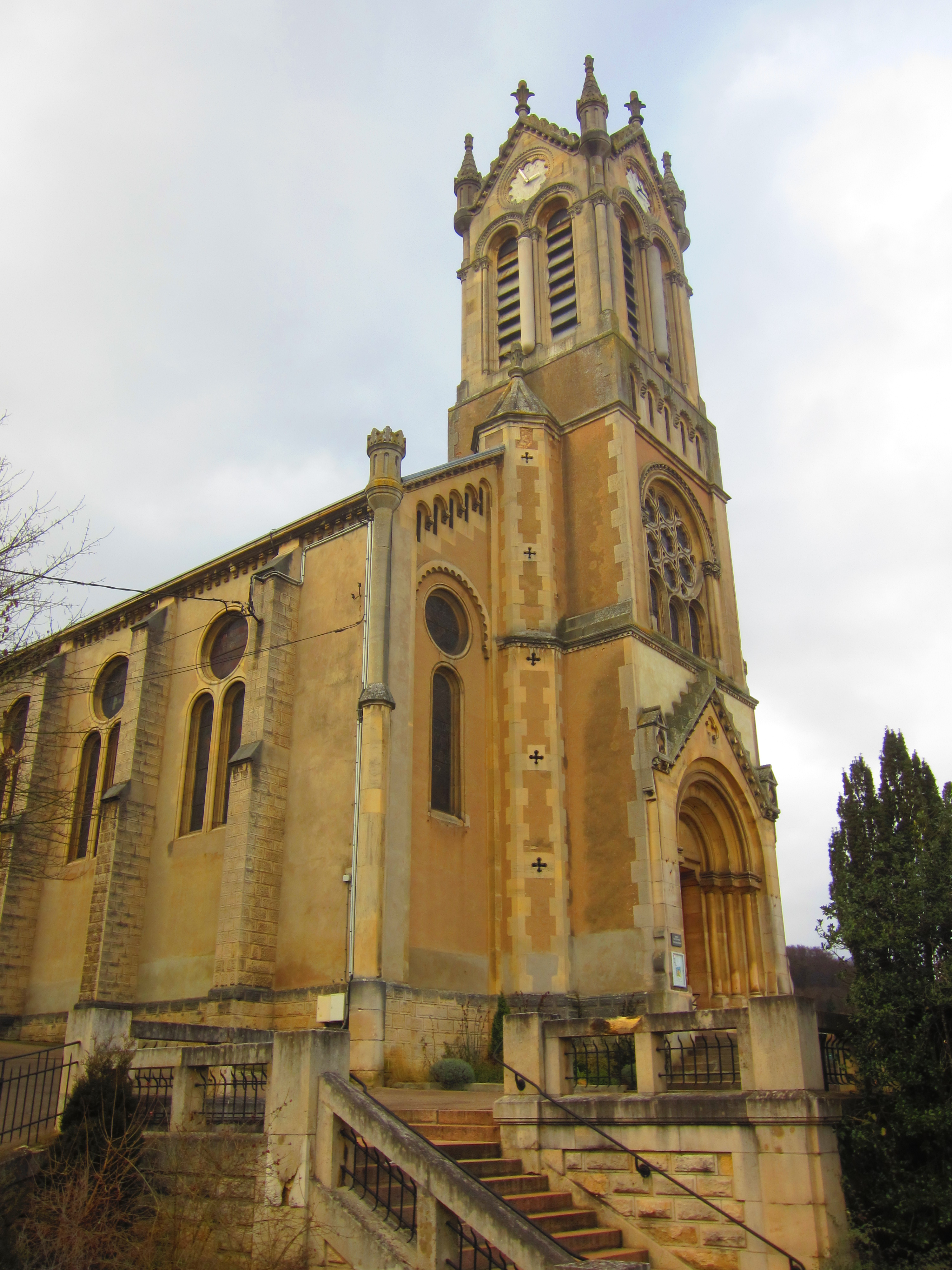
Kirche Saint-Martin
- Château de Gentilly, erbaut 1620
- Château-Bas und Château-Haut
- Château Le Sauvoy
- Konzerthalle Zénith de Nancy
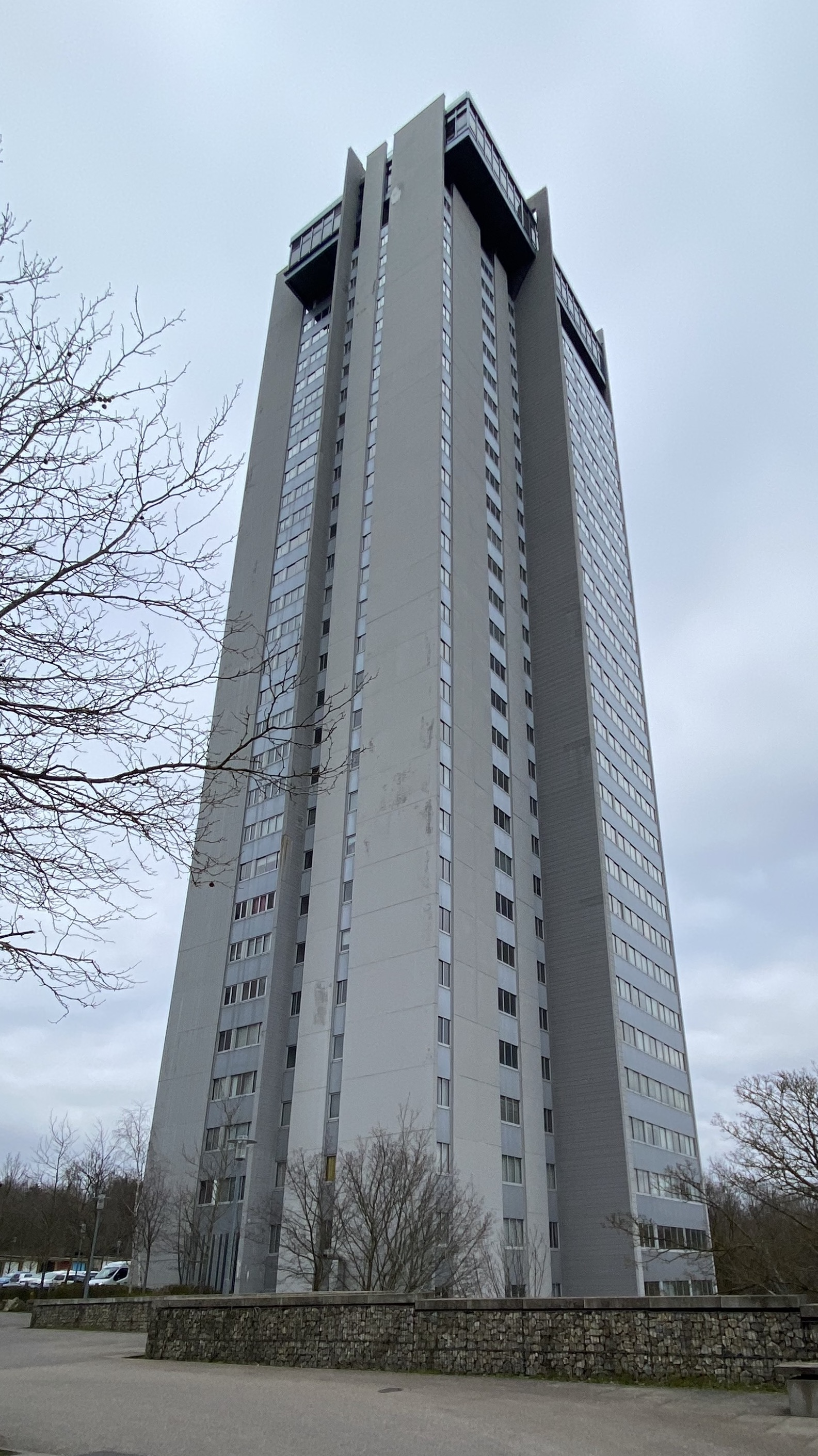
Hochhaus Tour panoramique Les Aulnes, erbaut 1969/70, mit 96 m höchstes Gebäude Lothringens

- Kirche Saint-Martin
- Tour panoramique Les Aulnes

## Persönlichkeiten
- Friedrich III. (1238–1302), Geisel des Herrn von Maxéville, Adrian de Armoises
- Jean Prouvé (1901–1984), Architekt mit einem Atelier in Maxéville
- Jean-Pierre Cattenoz (* 1945), Erzbischof von Avignon